# 夜郎镇
夜郎镇，是中华人民共和国贵州省遵义市桐梓县下辖的一个乡镇级行政单位。

## 行政区划
夜郎镇下辖以下地区：
华锋村、茶台村、中山村、庙坝村、方岩村、黄山村、观岩村、凉水村、大坪村和夜郎村。

## 交通
- 渝贵铁路：桐梓北站